# 膜鳴樂器

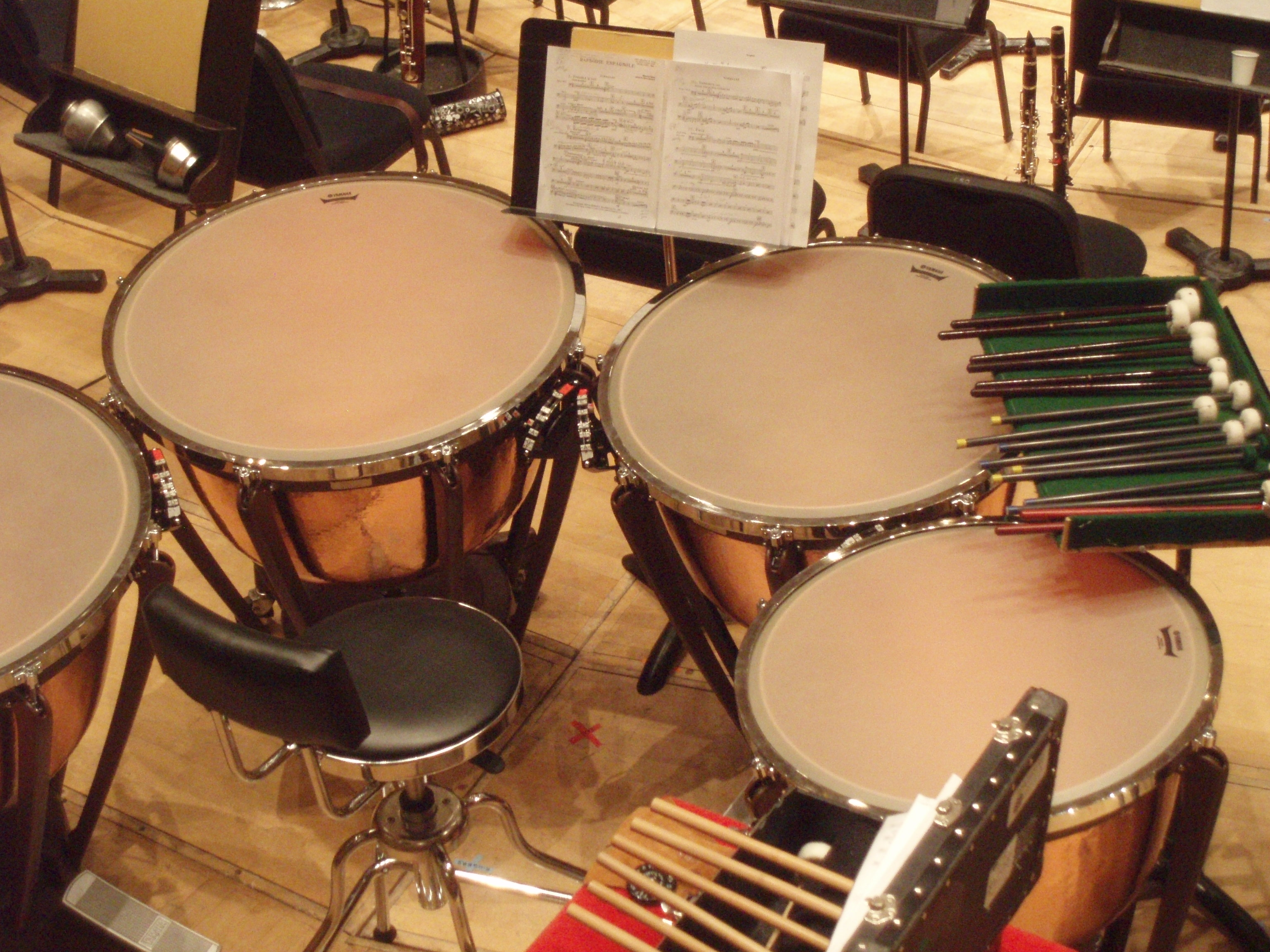
現代樂團中最具代表性的膜鳴樂器—定音鼓。

膜鳴樂器（英語：Membranophones）是薩克斯樂器分類法（H&S分類法）中的其中一個主要分類。所使用的編號為“2”。廣義上，所有鼓類的敲擊樂器均可歸納於此類別內。

## 定義
H&S分類法對膜鳴樂器的定義十分簡單，就只有一句「聲音是由被拉緊的膜所產生的」（The sound is excited by tightly stretched membranes）。
現時膜鳴樂器下共可分為3個的子類：包括撞擊鼓類（struck drums，21）、摩擦鼓類（friction idiophones，23）及歌唱膜形（Singing Membrane，24），其中，「21」子類佔了絕大部份。要留意「22」子類現時並不存在。

## 歸類方法

### 子類
注意：以下列表並未有列出所有類別

#### 24子類
- 藉歌唱或說話，令膜產生震動，膜的震動不會取替了原本的歌聲或說話聲，但會令原來聲音的聲色改變。卡祖笛屬這個子類。

- 241 薄膜直接並首先受聲音所影響而震動，並未有先經過內室部份，「音樂梳」其實便是符合了這個原理。
- 242 管形、盒形或皿形卡祖笛，而薄膜是置於頂部

#### 後綴
H&S分類法於每一分類下再設有後綴，提供部份樂器的一些補充資料。膜鳴樂器採用較多的後綴說明。部份與其餘樂器共通。
- -1 空氣的震動通過放大器及揚聲器增強。（只限原設計或發聲上本未有考慮擴音的需要，電子樂器歸入另一分類內。）

- -11：使用可拆除式的麥克風。
- -12：使用可拆除式的拾音器。
- -6 薄膜以膠水固定於鼓上。
- -7 薄膜以螺絲、扣等配件固定於鼓上。
- -8 薄膜以繩類固定於鼓上。

- -81

- -811
- -812
- -813

- -82
- -83
- -84
- -85
- -86

- -9 有圓環加固在薄膜外圍。

- -91
- -92

## 外部連結
- 網上霍恩博斯特爾-薩克斯分類法查閱 （页面存档备份，存于），歐洲網上樂器博物館。